# Katholische Kapelle (Niederweningen)

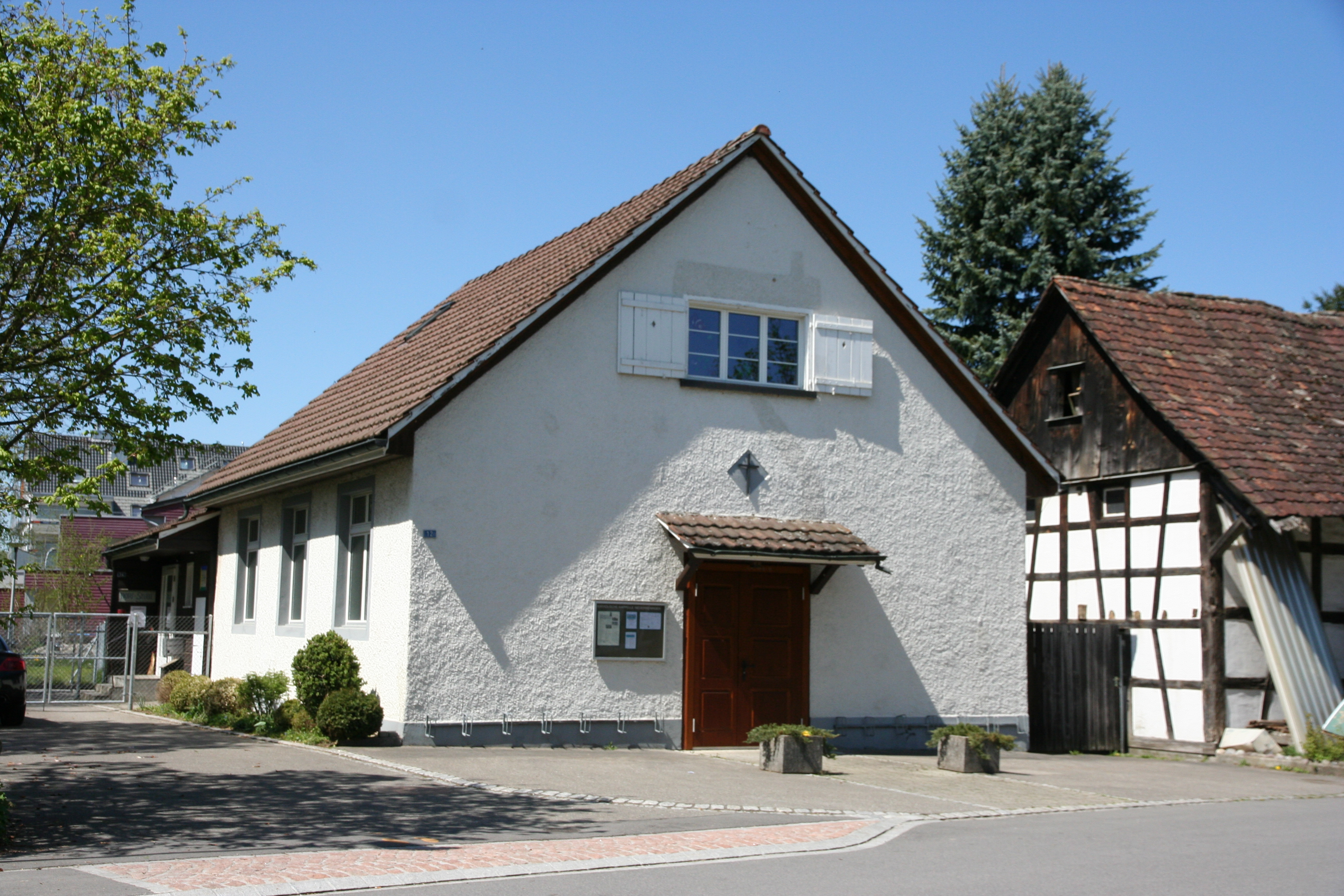
Römisch-katholische Kapelle Niederweningen

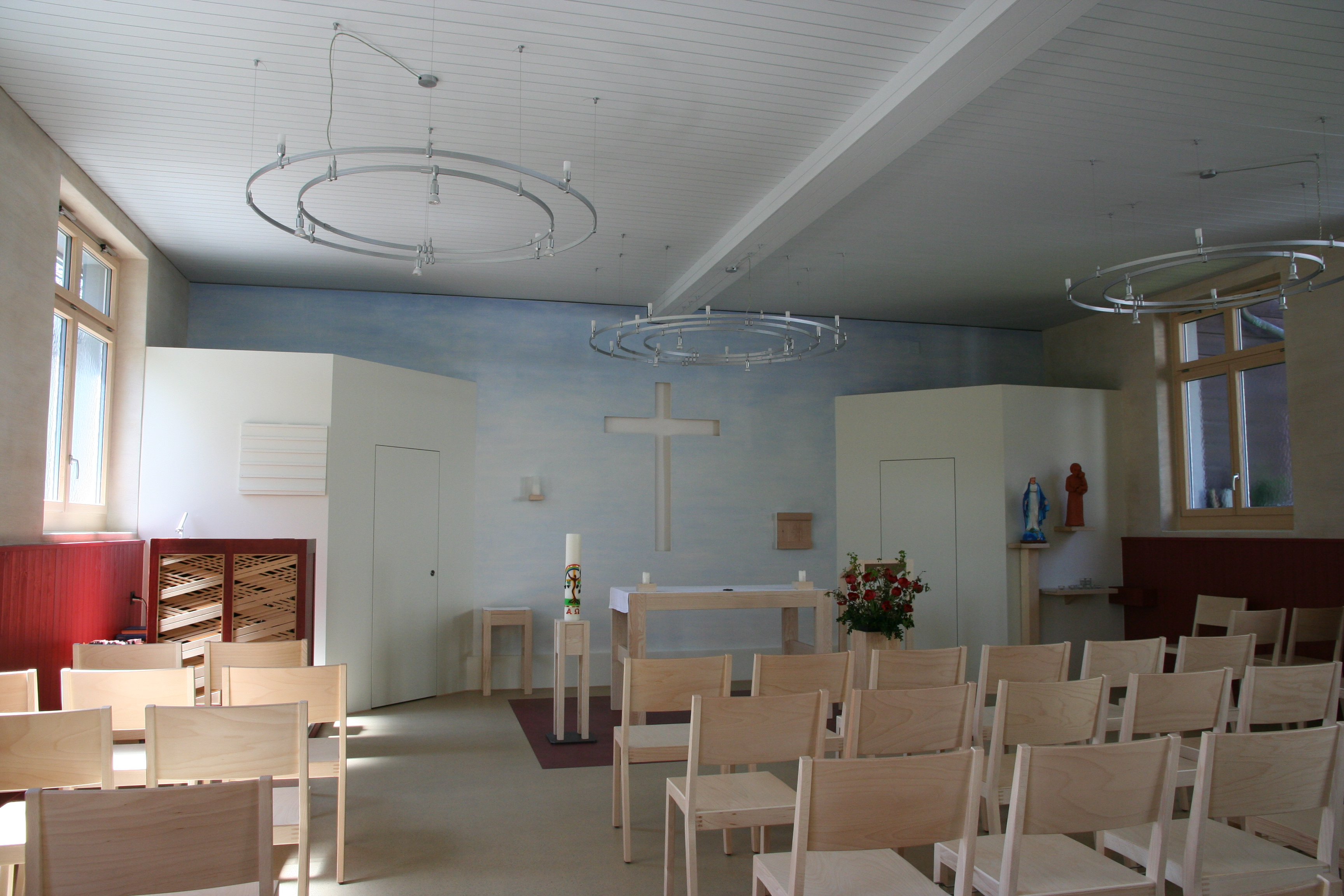
Innenansicht

Die römisch-katholische Kapelle Niederweningen befindet sich im Dorfzentrum von Niederweningen und steht an der Alten Stationsstrasse in unmittelbarer Nähe des Bahnhofs Niederweningen Dorf.

## Baugeschichte
Erste Katholiken zogen im 19. Jahrhundert im Rahmen der Industrialisierung aus den katholisch geprägten Kantonen und aus dem nahen Ausland in den traditionell reformierten Kanton Zürich. In der Region Niederweningen siedelten sich katholische Arbeiter v. a. wegen der Maschinenfabrik Bucher-Guyer AG an. Lange Zeit besuchten die Katholiken der Region Gottesdienste im benachbarten Kanton Aargau und wurden ab dem 20. Jahrhundert von den Seelsorgern von der Kirche St. Christophorus Niederhasli (ab 1925) bzw. St. Paulus Dielsdorf (ab 1962) betreut. Um den katholischen Arbeiterfamilien im Wehntal eine Möglichkeit zum Gottesdienstbesuch vor Ort zu bieten, kam zwischen der Margarita Bucher-Stiftung und der katholischen Kirchenstiftung Dielsdorf-Niederhasli im Jahr 1956 ein Vertrag zustande, dank dem die Kirchgemeinde das Nutzrecht für ein schlichtes Gebäude erhielt, das zunächst als Werkstatt, Lagerhaus und später als Turnhalle der Primarschule gedient hatte. In diesem Gebäude wurde ab 1956 eine Kapelle eingerichtet, welche 2014 durch die Architektin Doris Wegmüller neu gestaltet wurde. In der Kapelle finden regelmässig Gottesdienste statt, ein Raum im angebauten hinteren Teil, der dem Frauenverein zur Verfügung steht, kann auch für pfarreiliche Veranstaltungen genutzt werden.
Die Kapelle Niederweningen wird von der Kirchgemeinde Dielsdorf unterhalten, die mit ihren 10'328 Mitgliedern (Stand 2021) eine der grösseren katholischen Kirchgemeinden des Kantons Zürich ist.

## Baubeschreibung

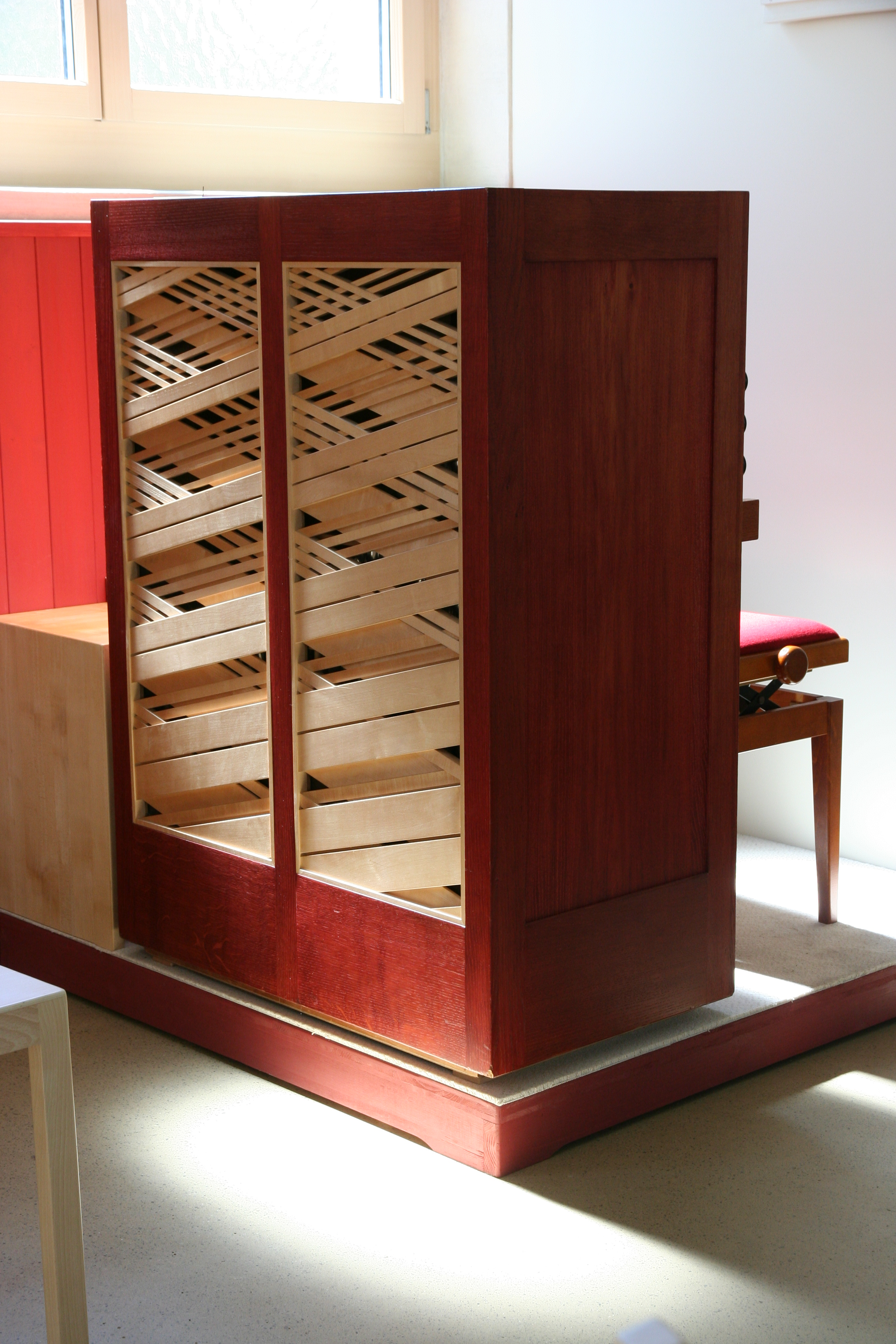
Goll-Orgel von 1984

Die äusserlich unscheinbare Kapelle besitzt ein Giebeldach und ist im Westen an ein älteres Haus angebaut. Lediglich ein schlichtes Kreuz an der Fassade zur Stationsstrasse hin verweist auf die kirchliche Verwendung des Gebäudes. Durch eine Türe gelangt man in einen kleinen Vorraum und danach in die Kapelle. Das Tageslicht dringt durch je drei grosse Fenster auf der Süd- und der Nordfassade der Kapelle in den Raum. Stuhlreihen sind auf den Altarbereich ausgerichtet, dessen Boden durch eine rote Tönung vom Rest des Raumes abgehoben wird. Die Wände über dem roten, der Orgel angepassten Täfer wurden mit Pigmenten aus Lägernstein gestrichen. Volksaltar, Ambo und Kerzenleuchter sind aus hellem Holz gefertigt. Sie wurden von Lehrlingen aus dem Holz der ursprünglichen Bänke geschreinert. In der Mitte der hellblau gehaltenen Chorwand befindet sich ein schlichtes weisses Kreuz, das mit LED-Lampen in den liturgischen Farben beleuchtet werden kann. Aussergewöhnlich an der Raumausstattung sind die beiden nebeneinander aufgestellten Muttergottesstatuen rechts des Altarraumes: Die eine wurde von den Filipinos gestiftet, die in der Kapelle regelmässig Gottesdienste feiern, die zweite wurde von der Dominikanerin Caritas Müller aus dem Kloster Cazis gestaltet.

### Orgel
Die Orgel ist links vom Altarraum aufgestellt. Sie wurde 1984 von der Orgelbaufirma Goll geschaffen und besitzt die drei Register Bourdon 8’, Flûte’ 4 und Doublette 2’.